# 1832 års konvention
1832 års konvention var den första politiska sammankomsten av kolonialister i Mexikanska Texas. Delegater sökte reformer från den mexikanska regeringen och hoppades på att dämpa den utbredda tron att bosättare i Texas önskade att utträda från Mexiko. Konventionen var den första i en serie av misslyckade försök till politisk förhandling vilket så småningom ledde till Texasrevolutionen.
Under 1824 års Konstitution i Mexiko nekades Texas självständig statsstatus och slogs ihop till den nya staten Coahuila y Tejas. Efter ökade misstankar att USA:s regering försökte erövra Texas med våld signerade den mexikanska presidenten Anastasio Bustamante en serie högst opopulära lagar som begränsade invandringen och införde tulltjänstemän. Anspänningar utbröt i juni 1832 när invånarna i Texas systematiskt utvisade alla mexikanska trupper från östra Texas.
Saknaden av militärisk tillsyn uppmuntrade kolonisterna att öka deras politiska aktivitet. Den 1 oktober 1832 möttes 55 politiska delegater vid San Felipe de Austin för att begära förändringar bland de styrande i Texas. Representanter från San Antonio de Béxar, där många infödda mexikanska bosättare levde, var frånvarande. Delegaterna valde Stephen F. Austin, en mycket respekterad kolonisatör, till ordförande av konventionen.
Delegaterna begärde flera beslut, bland annat ett upphörande av den begränsade invandringen, ett treårigt uteslutande av tulltjänstemän, godkännande att bilda en beväpnad milis och självständig statsstatus. De gav också sig själva befogenhet att skapa framtida konventioner. Innan förslagen kunde levereras till Mexico City beslutade Texas politiska chef Ramón Músquiz att konventionen var olaglig och annullerade besluten. Som en kompromiss utarbetade statsrådet i San Antonio de Béxar nya förändringar med ett liknande språk som konventionens beslut och framlade dessa på ett legalt sätt. Músquiz vidarebefordrade det nya dokumentet till den mexikanska kongressen.